# Festival de Cannes 1969
La vingt-deuxième édition du Festival de Cannes a lieu du 8 au 23 mai 1969 et se déroule au Palais des Festivals dit Palais Croisette, 50 du boulevard de la Croisette. De 1964 à 1974, le Grand Prix du Festival international du Film est rétabli, la Palme d'or n'est plus décernée.

## Jury de la compétition
- Luchino Visconti, président
- Marie Bell
- Tchinguiz Aïtmatov
- Jaroslav Bouček
- Veljko Bulajić
- Stanley Donen
- Jerzy Glucksman
- Robert Kanters
- Sam Spiegel
- Charles Duvanel
- Claude Soule
- Mihnea Gheorghiu

## Sélections

### Sélection officielle

#### Compétition
La sélection officielle en compétition se compose de 26 films :
- Ådalen '31 de Bo Widerberg
- Antonio das Mortes (O Dragão da Maldade contra o Santo Guerreiro) de Glauber Rocha
- Il pleut dans mon village (Bice skoro propast svetaa nek propane nije steta) de Aleksandar Petrović
- Calcutta de Louis Malle
- Dillinger est mort (Dillinger è morto) de Marco Ferreri
- Seuls les enfants étaient présents (Don't Let the Angels Fall) de George Kaczender
- Easy Rider de Dennis Hopper
- De nouveau l'Espagne (España otra vez) de Jaime Camino Vega de la Iglesia
- Le Bedeau (Farářův konec) d'Evald Schorm
- Flashback de Raffaele Andreassi
- Les Intouchables (Gli intoccabili) de Giuliano Montaldo
- If.... de Lindsay Anderson
- Isadora de Karel Reisz
- Le Grand Amour de Pierre Étaix
- Ma nuit chez Maud d'Éric Rohmer
- L'Homme qui pensait des choses (Manden der tænkte ting) de Jens Ravn
- Siège (Matzor) de Gilberto Tofano
- Disons, un soir à dîner (Metti, una sera a cena) de Giuseppe Patroni Griffi
- Michaël Kohlhaas, le rebelle (Michael Kohlhaas - Der Rebell) de Volker Schlöndorff
- Pavane pour un homme épuisé (Nihon no seishun) de Masaki Kobayashi
- La Chasse aux mouches (Polowanie na muchy) de Andrzej Wajda
- Esclaves (Slaves) de Herbert J. Biberman
- Le Rendez-vous (The Appointment) de Sidney Lumet
- Les Belles Années de miss Brodie (The Prime of Miss Jean Brodie) de Ronald Neame
- Chronique morave (Všichni dobří rodáci) de Vojtěch Jasný
- Z de Costa-Gavras

#### Hors compétition
6 films sont présentés hors compétition :
- Andreï Roublev d'Andreï Tarkovski
- Et l'Angleterre sera détruite (Die gefrorenen Blitze) de János Veiczi
- Arthur Rubinstein, l'amour de la vie de François Reichenbach et Gérard Patris
- Les Déserteurs et les Nomades (Zbehovia a pútnici) de Juraj Jakubisko
- Sweet Charity de Bob Fosse
- That Cold Day in the Park de Robert Altman

### Quinzaine des réalisateurs
Cette première édition de la Quinzaine des réalisateurs a fait l'objet d'une rétrospective à la Cinémathèque française du 28 mars au 3 mai 2018.

#### Longs métrages
La sélection officielle des longs métrages se compose de 68 films.
- Acéphale de Patrick Deval
- Adam 2 de Jan Lenica
- Ballade pour un chien de Gérard Vergez
- Barravento de Glauber Rocha
- Brandy in the Wilderness de Stanton Kaye
- Brasil Ano 2000 de Walter Lima Jr.
- Calcutta de Louis Malle
- Capitù de Paulo César Saraceni
- Capricci de Carmelo Bene
- Cara a Cara de Júlio Bressane
- Christopher's Movie Matinee de Mort Ransen
- Cinq filles sur le dos (Pet holek na krku) d'Evald Schorm
- De mère en fille d'Anne Claire Poirier et Jean-Daniel Pollet
- Drôle de jeu de Pierre Kast
- Duo pour cannibales (Duett för kannibaler) de Susan Sontag
- Eine Ehe de Hans Rolf Strobel et Heinrich Tichawsky
- Entre la mer et l'eau douce de Michel Brault
- Fuoco! de Gian Vittorio Baldi
- Head de Bob Rafelson
- Image, Flesh and Voice d'Ed Emshwiller
- Invasión de Hugo Santiago
- Jardim de Guerra de Neville d'Almeida
- Journal d'un voleur de Shinjuku (Shinjuku dorobō nikki) de Nagisa Ōshima
- Jusqu'au cœur de Jean Pierre Lefebvre
- Kid Sentiment de Jacques Godbout
- Le Plus Bel Âge (Nejkrásnější věk) de Jaroslav Papoušek
- L'Été de Marcel Hanoun
- La Pendaison (Kōshikei) de Nagisa Ōshima
- La Poupée rouge de Francis Leroi
- La Première Charge à la machette (La primera carga al machete) de Manuel Octavio Gómez
- Le Brave guerillero (O Bravo Guerreiro) de Gustavo Dahl
- Le Cinématographe de Michel Baulez
- Le Compromis (Het compromis) de Philo Bregstein
- Le Joujou chéri (Det kære legetøj) de Gabriel Axel
- Le Lit de la Vierge de Philippe Garrel
- Le Temps des roses (Ruusujen aika) de Risto Jarva
- Le Viol d'une jeune fille douce de Gilles Carle
- Le Voyage (The Trip) de Roger Corman
- Le Voyage (Viagem ao Fim do Mundo) de Fernando Cony Campos
- Les Contrebandières de Luc Moullet
- Les Gommes de Francis Deroisy
- Les Vieilles Lunes de David Fahri
- Lucía de Humberto Solás
- Mai 68, la belle ouvrage de Jean-Luc Magneron
- Marie (Holdudvar) de Márta Mészáros
- Marketa Lazarová de František Vláčil
- Money-Money de José Varela
- Mumbo-Jumbo de Jean-Luc Magneron
- Nocturne 29 de Pedro Portabella
- Notre-Dame des Turcs de Carmelo Bene
- Nous n'irons plus au bois de Georges Dumoulin
- Partner de Bernardo Bertolucci
- Paul de Diourka Medveczky
- Paulina s'en va d'André Téchiné
- Rhodesia Countdown de Michael Raeburn
- Roue de cendres (Wheel of Ashes) de Peter Emanuel Goldman
- Scratch Harry d'Alex Matter
- Sirocco d'hiver (Sirokkó) de Miklós Jancsó
- Soliloque (Soliloquy) de Stephen Dwoskin
- Terry Whitmore, for Example de Bill Brodie
- The Ernie Game de Don Owen
- The Illiac Passion de Gregory Markopoulos
- Trois (Three) de James Salter
- Tu imagines Robinson de Jean-Daniel Pollet
- Une femme douce de Robert Bresson
- Vie provisoire (A Vida Provisória) de Mauricio Gomez Leite
- Vive la mort de Francis Reusser
- Yvon, Yvonne de Claude Champion

### Semaine de la critique
- Cabascabo d'Oumarou Ganda (Niger)
- Charles mort ou vif d'Alain Tanner (Suisse)
- La Dame de Constantinople de Judit Elek (Hongrie)
- L’Heure des brasiers (La Hora de los hornos) de Fernando Solanas (Argentine)
- King Murray de David Hoffman (Etats-Unis)
- More de Barbet Schroeder (Luxembourg)
- My Girlfriend’s Wedding de Jim McBride (Etats-Unis)
- Pagine chiuse de Gianni da Campo (Italie)
- Paris n’existe pas de Robert Benayoun (France)
- La Rosière de Pessac de Jean Eustache (France)
- Scènes de chasse en Bavière (Jagdszenen aus Niederbayern) de Peter Fleischmann (RFA)
- Vietnam, année du cochon (In the Year of the Pig) d'Emile de Antonio (Etats-Unis)
- La Voie de Mohamed Slimane Riad (Algérie)

## Palmarès
- Palme d'or : If.... de Lindsay Anderson (Grande-Bretagne)
- Grand prix du jury : Ådalen '31 de Bo Widerberg (Suède)
- Prix d'interprétation féminine : Vanessa Redgrave pour Isadora de Karel Reisz (Grande-Bretagne)
- Prix d'interprétation masculine : Jean-Louis Trintignant pour Z de Costa-Gavras (France)
- Prix de la mise en scène (ex æquo) : Glauber Rocha pour Antonio Das Mortes (Brésil) et Vojtěch Jasný pour Chronique morave (Tchécoslovaquie)
- Prix du jury (à l'unanimité) : Z de Costa-Gavras (France)
- Prix de la première œuvre : Easy Rider de Dennis Hopper (États-Unis)
- Prix de la Critique Internationale (FIPRESCI) : Andreï Roublev d'Andreï Tarkovski